# Литмерк
Литмерк (словен. Litmerk) је насељено место у општини Ормож, Подравска регија, Словенија.

## Историја
До територијалне реорганизације у Словенији био је у саставу старе општине Ормож.

## Становништво
У попису становништва из 2011. године, Литмерк је имао 160 становника.
| Број становника према пописима | Број становника према пописима | Број становника према пописима |
| ------------------------------ | ------------------------------ | ------------------------------ |
| 1991                           | 2002                           | 2011                           |
| 173                            | 179                            | 160                            |

Напомена: Године 1952. увећано за насеље Либањски Врх, а 1953. за насеље Мала Либања, који су укинути.